# Unabhängige Fachschaftslisten Österreichs
Die Unabhängigen Fachschaftslisten Österreichs (FLÖ) sind ein Zusammenschluss von parteiunabhängigen Studierendenfraktionen an mehreren österreichischen Universitäten, die gemeinsam für die Bundesvertretung der Österreichischen Hochschülerinnen- und Hochschülerschaft kandidieren.

## Geschichte
In den 70er Jahren war die Hochschülerinnen- und Hochschülerschaft an der TU Wien (HTU Wien) von der ÖVP-nahen Österreichischen Studenten Union (ÖSU) beherrscht, welche österreichweit die Vorgängerfraktion der heutigen AktionsGemeinschaft (AG) darstellt. Aus diesem für viele (parteiunabhängige) Studienrichtungsvertreterinnen und -vertreter unbefriedigenden Zustand heraus wurde die Idee für eine eigene Liste geboren, die Fachschaftsliste.
Schon beim ersten Antreten konnte die absolute Mehrheit der ÖSU an der TU Wien gebrochen werden, und zwei Jahre später war die ÖSU an der TU Wien ausgestorben. Nach den Wahlen im Jahre 1983 stellten die Fachschaften zum ersten Mal den Hauptausschussvorsitzenden an der HTU Wien. Nach weiteren vier Jahren (1987) stellte die Fachschaftsliste an allen fünf Fakultäten und am Hauptausschuss die Vorsitzende bzw. den Vorsitzenden.
Doch die Idee der Fachschaftslisten blieb nicht auf die HTU Wien beschränkt. Unmittelbar nach den ersten Anfängen in Wien entstand im Jahre 1983 eine Fachschaftsliste an der TU Graz. Heute gibt es Fachschaftslisten an folgenden Universitäten: TU Wien, TU Graz, Johannes-Kepler-Universität Linz, Universität Graz, Universität für Bodenkultur Wien, Universität Klagenfurt und Universität Wien. Aber auch die sechs Kunstuniversitäten haben diese Idee aufgegriffen und dem Fachschaftslistengedanken ähnliche Fraktionen ins Leben gerufen (z. B. Kunst und Politik, Adapo, UnARTige Liste).
Seit einigen Jahren stellen die Fachschaftslisten die Vorsitzenden der lokalen Hochschülerschaften an der TU Wien und an der TU Graz, sie stellten beziehungsweise stellen auch Vorsitzfunktionen an der Universität Linz, der Universität Graz, der Universität Klagenfurt und der Universität für Bodenkultur, sowie an mehreren Kunstuniversitäten.
2005 wurde durch einen neuen Wahlmodus, der unter der ÖVP-FPÖ Regierung beschlossen wurde, die Position der FLÖ bundesweit entscheidend gestärkt. Jedoch konnte sie an einzelnen Universitäten, beispielsweise ihrer Hochburg TU Wien, nur mehr knapp ihren Vorsprung halten.
2007 gingen die FLÖ erneut gestärkt aus den ÖH-Wahlen hervor und konnten von 11 auf 14 Mandate in der Bundesvertretung zulegen und an den Hochburgen den Vorsprung ausbauen. In einer Koalition mit den Grüne & Alternative StudentInnen (GRAS) und dem Verband Sozialistischer StudentInnen Österreichs (VSStÖ) stellten die FLÖ zum ersten Mal in ihrer Geschichte mit Hartwig Brandl den Vorsitzenden der ÖH.
Die Koalition der GRAS, VSStÖ und FLÖ platzte, nachdem die FLÖ dem VSStÖ vorwarf, zu sehr nach der Mutterpartei SPÖ zu agieren. Dieser Vorwurf wurde vom VSStÖ zurückgewiesen, sie warfen ihrerseits den FLÖ Machtrausch vor. Der bisherige ÖH-Vorsitzende, Hartwig Brandl (FLÖ) wurde daraufhin von GRAS, VSStÖ und AG als Vorsitzender abgewählt.
2009 konnten die FLÖ bei den ÖH-Wahlen erneut zulegen und wurden mit 16 Mandaten erstmals zweitstärkste Kraft der ÖH-Bundesvertretung. Dennoch waren die FLÖ nicht Teil der BV-Exekutive von 2009 bis 2011, die aus einer Koalition von GRAS, FEST und VSStÖ ohne absolute Mandatsmehrheit gebildet wurde.
2011 konnten die FLÖ, mit Martin Schott als Spitzenkandidat, den zweiten Platz bei den ÖH Wahlen verteidigen. Seit Juli 2011 sind die FLÖ wieder Teil der ÖH Exekutivkoalition (gemeinsam mit GRAS, VSStÖ und FEST) und stellten mit Martin Schott von Juli 2012 für ein Jahr auch den Vorsitzenden der ÖH Bundesvertretung.
Bei den darauffolgenden ÖH Wahlen 2013 konnte man den zweiten Platz halten und mit einem Zugewinn von zwei Mandaten sogar den Abstand zur Aktionsgemeinschaft verringern. Mit der Unabhängigen Fachschaftsliste MedUni Wien (UFMUW) und der Unabhängigen Fachschaftsliste Innsbruck (UNIKORN) gab es zwei neue Gruppen, die sich den FLÖ anschlossen. Die UFMUW erzielte einen Erdrutschsieg an der HochschülerInnenschaft an der Medizinischen Universität Wien und erreichte auf Anhieb 5 von 9 Mandaten. Auf Bundesebene wurde die Koalition mit GRAS, VSStÖ und FEST fortgeführt und Florian Kraushofer (FLÖ) zum Vorsitzenden gewählt.
Mit der Änderung des Hochschülerinnen- und Hochschülerschaftsgesetz (HSG) im Jahr 2015 konnte die Bundesvertretung der ÖH erstmals wieder direkt gewählt werden. Gleichzeitig wurde das Studierendenparlament von 100 auf 55 Mandatare verkleinert. Die Fachschaftsliste verlor daraufhin bei der Wahl 2015 4,5 Prozentpunkte und war nur noch mit 7 von 55 Mandaten im Studierendenparlament vertreten.

## Entwicklung seit 2015
Seit der HSG-Novelle im Jahr 2014, die 2015 erstmals Auswirkungen auf die ÖH-Wahl hatte, verzeichnete die Fachschaftsliste auf Bundesebene einen tendenziellen Rückgang ihrer Stimmenanteile. Zwar kam es in einzelnen Jahren zu kleineren Zugewinnen, insgesamt ging die Zahl der Mandate in der Bundesvertretung jedoch im Verlauf der letzten 10 Jahre zurück.
Zwischen 2015 und 2023 war die FLÖ wiederholt Teil von Koalitionen in der Bundesvertretung, zuletzt etwa als Koalitionspartnerin in der Legislaturperiode 2021–2023. Im Herbst 2020 kam es zum Bruch der damaligen Koalition in der Bundesvertretung, an der die FLÖ beteiligt war. Hintergrund waren Differenzen innerhalb des Vorsitzteams über die politische Haltung gegenüber der damaligen türkis-grünen Bundesregierung. Nachdem es zu keiner Einigung über eine gemeinsame Positionierung gekommen war, verließ die FLÖ die Koalition und wechselte in die Opposition. Der Vorfall führte zu einer öffentlichen Diskussion über parteipolitische Nähe innerhalb der ÖH und markierte einen Wendepunkt in der Positionierung der FLÖ auf Bundesebene. Bei der ÖH-Wahl 2023 verlor die Fachschaftsliste abermals an Stimmen und Mandaten und konnte keine ausreichende Mandatsbasis für eine Exekutivbeteiligung erzielen und verweilte damit in der Opposition.
Auch bei der darauffolgenden ÖH-Wahl 2025 gelang es der FLÖ nicht, an frühere Wahlergebnisse anzuknüpfen. Die Fraktion trat mit einem inhaltlich breit aufgestellten Wahlprogramm und einer überregional zusammengesetzten Liste an, um gezielt verschiedene Gruppen von Studierenden anzusprechen. Spitzenkandidatin war Pia Graves von der TU Wien, die zugleich auch Mitglied im Vorsitzteam ihrer lokalen Hochschulvertretung war. Auf Bundeslistenplatz zwei kandidierte FH-Kufstein-Studentin Sandra Winkler, und fungierte zugleich als Pressesprecherin der Liste. Die Wahlkampforganisation wurde maßgeblich von Paul Koo (TU Wien) als stv. Listensprecher koordiniert. Die ersten fünf Listenplätze wurden bewusst mit Vertreter:innen verschiedener Hochschulstandorte besetzt, um die Breite des FLÖ-Netzwerks zu betonen. Trotz dieser Bemühungen blieb die FLÖ erneut unter den Erwartungen.

## Parteiunabhängigkeit
Einigendes Merkmal der verschiedenen Uni-Gruppen der Fachschaftslisten ist ihre Parteiunabhängigkeit und die gemeinsamen Grundsätze. Nach der Wahl von Hartwig Brandl zum ÖH-Vorsitzenden und der Koalition der FLÖ mit GRAS und VSStÖ im Rahmen der ÖH-Wahlen 2007 warfen Mitglieder der ÖVP-nahen AktionsGemeinschaft und des Liberalen Studentenforums (LSF) den Fachschaftslisten vor, sie hätten damit diese Unabhängigkeit aufgegeben.

## Wahlergebnisse
Wahlergebnisse bei der ÖH-Wahl seit 2001:
| Jahr | Prozentpunkte | Mandate |
| 2001 | 5,43 %−1,11   | 2/45    |
| 2003 | 6,69 %+1,26   | 3/45    |
| 2005 | 13,4 %+6,7    | 11/62   |
| 2007 | 14,7 %+1,3    | 14/66   |
| 2009 | 18,8 %+4,1    | 16/85   |
| 2011 | 16,4 %−2,2    | 15/96   |
| 2013 | 17,2 %+0,8    | 17/100  |
| 2015 | 12,7 %−4,5    | 7/55    |
| 2017 | 14,1 %+1,4    | 8/55    |
| 2019 | 9,8 %−4,3     | 5/55    |
| 2021 | 10,5 %+0,7    | 6/55    |
| 2023 | 8,3 %−2,2     | 4/55    |
| 2025 | 6,7 %−1,6     | 4/55    |

## Fachschaftslisten an den Hochschulen
2023 sind die Unabhängigen Fachschaftslisten Österreichs (FLÖ) an 13 österreichischen Hochschulen vertreten.
| Wien                                            | Wien                                                       |
| ----------------------------------------------- | ---------------------------------------------------------- |
| Technische Universität Wien                     | Fachschaftsliste TU Wien – FL                              |
| Universität Wien                                | Unabhängige Fachschaftsliste Uni Wien – FL                 |
| Fachhochschule Technikum Wien                   | Unabhängige Studierendenvertretungsliste – USV             |
| Veterinärmedizinische Universität Wien          | Aktionskomitee – AK                                        |
| Universität für Bodenkultur Wien                | Unabhängige Fachschaftsliste BOKU – FL BOKU                |
| Steiermark                                      |                                                            |
| Technische Universität Graz                     | Fachschaftsliste TU Graz – FSL TU Graz                     |
| Universität Graz                                | Fachschaftslisten Uni Graz – FLUG-FSL                      |
| Kunstuniversität Graz                           | Delphin und Drache – D&D                                   |
| Salzburg                                        |                                                            |
| Mozarteum Salzburg                              | Liste Mozarteum                                            |
| Kärnten                                         |                                                            |
| Fachhochschule Kärnten                          | Fraktion Unabhängiger Studierender – FRUST                 |
| Universität Klagenfurt                          | Plattform Unabhängiger Studierender – PLUS                 |
| Tirol                                           |                                                            |
| FH Kufstein                                     | Unabhängige Fachschaftsliste FH Kufstein – FSL FH Kufstein |
| Oberösterreich                                  |                                                            |
| Fachhochschule Gesundheitsberufe Oberösterreich | FL FH Gesundheitsberufe – FL FHGOÖ                         |